# Anne-Lisa Amadou
Anne-Lisa Amadou, född 1930 i Oslo, död 2002 i Oslo, var en norsk litteraturvetare och översättare.
Amadou blev filosofie doktor på avhandlingen Dikteren og hans verk. En studie i Marcel Prousts estetikk 1966 och tjänstgjorde 1970–1982 som professor i fransk litteratur vid Universitetet i Oslo.
Hon var även verksam som översättare från franska och kulturfömedlare; hennes översättning av Prousts romansvit På spaning efter den tid som flytt blev mångfaldigt belönad.